# Arroyo Clé
Arroyo Clé est une localité rurale argentine située dans le département de Tala, dans la province d'Entre Ríos.

## Description
Son école date de 1910, et la localité possède un poste de police, un poste de santé et une commission municipale. Les principales activités économiques sont l'agriculture (céréales, élevage de bétail et de volaille) ; le transport de la production est problématique car l'accès à la route 12 n'est pas asphalté.
Le conseil d'administration a été créé par le décret no 1779/1984 MGJE du 24 mai 1984 et ses limites juridictionnelles ont été établies par le décret no 2807/1987 MGJE du 4 juin 1987, qui a été modifié par le décret no 5626/1987 MGJE du 28 septembre 1987.

## Démographie
La population de la localité, c'est-à-dire sans tenir compte de la zone rurale, était de 90 en 1991 et de 111 en 2001.